# Daniel Quinteros
Daniel Eduardo Quinteros (n. 10 de marzo de 1976, en el barrio Belgrano de la ciudad de Rosario) es un exfutbolista argentino que se desempeñó como mediocampista central. Hasta mayo de 2011 jugó para el Apollon Limassol de la Primera División de Chipre. Actualmente se desempeña como agente intermediario de futbolistas en la empresa GloballSport.

## Carrera
Dani Quinteros inició su carrera profesional el 27 de octubre de 1996 con un partido en el que su equipo, Rosario Central, de la Primera División del fútbol argentina, venció a Ferro Carril Oeste. Durante la temporada 1998-1999 fue cedido a préstamo a Almirante Brown de Arrecifes, por entonces participante del torneo de la B Nacional argentina, donde jugó 32 partidos y marcó 6 goles. 
Luego del período a préstamo regresó a Rosario Central en 1999, y se ganó la titularidad en el equipo que ese año se consagró subcampeón del torneo Apertura con la dirección técnica de Edgardo Bauza. En el club "canalla" permaneció hasta el año 2003 y disputó partidos destacados para el club de Arroyito, como el clásico frente a Newell's Old Boys en el que Rosario Central, bajo la dirección técnica de César Luis Menotti terminó con la mala racha de 22 años sin vencer a su eterno rival en condición de visitante. Con la camiseta "auriazul", el Negro Quinteros disputó 122 partidos entre las temporadas 1996/98 y 1999/2003 y anotó 3 goles. 
El Club Atlético Independiente lo contrató en la temporada 2003-2004. En ese equipo lució la cinta de capitán tanto en la Copa Libertadores de América como en el certamen local. En el conjunto "Rojo" jugó 28 partidos y convirtió 4 goles.  
En 2005 pasó a Libertad de Paraguay, donde disputó 13 encuentros. Luego tuvo un breve paso por el club Oriente Petrolero, de Bolivia. En 2006 regresó a la Argentina para jugar en el Club Atlético Lanús, donde disputó 13 partidos antes de llegar a un trato por cuatro años con el club de la liga Belga Germinal Beerschot, donde jugó 8 encuentros y terminó el contrato de mutuo acuerdo el 5 de noviembre de 2006. Quinteros cumplió una buena campaña con Germinal Beerschot antes de retornar a su país para jugar en Banfield, donde se convirtió en uno de los preferidos del público que reconoció su entrega y buenas condiciones técnicas. Con la camiseta del "Taladro" disputó 46 partidos y anotó 1 gol. En julio de 2008 acordó su vinculación por un año con Apollon Limassol, de la Primera División de Chipre, donde siendo el capitán del equipo se consagró campeón de la Coca Cola Cup en la edición 2010. En esa institución jugó hasta el 18 de mayo de 2011, día en que disputó el último partido de su carrera futbolística.

## Clubes
| Club                         | País      | Año         |
| ---------------------------- | --------- | ----------- |
| Rosario Central              | Argentina | 1996 - 1998 |
| Almirante Brown de Arrecifes | Argentina | 1998 - 1999 |
| Rosario Central              | Argentina | 1999 - 2003 |
| Independiente                | Argentina | 2003 - 2004 |
| Libertad                     | Paraguay  | 2005        |
| Oriente Petrolero            | Bolivia   | 2005        |
| Lanús                        | Argentina | 2006        |
| Germinal Beerschot           | Bélgica   | 2006        |
| Banfield                     | Argentina | 2007 - 2008 |
| Apollon Limassol             | Chipre    | 2008 - 2011 |

## Detalle
Primera División de Argentina 
- Rosario Central (1996-1998 y 1999-2003)      121 partidos, 3 goles
- Independiente   (2003-2004)                  28 partidos, 4 goles
- Lanús           (2006)                       13 partidos
- Banfield        (2007-2008)                  46 partidos, 1 gol

Segunda División de Argentina 
- Almirante Brown de Arrecifes  (1998-1999)    32 partidos, 6 goles

Primera División de Paraguay 
- Libertad         (2005)                       13 partidos

Primera División de Bolivia 
- Oriente Petrolero (2005)

Primera División de Bélgica 
- Germinal Beerschot (2006) 8 partidos

Primera División de Chipre 
- Apollon Limassol (2008-act.) 92 partidos, 3 goles

Torneos internacionales
Copa Libertadores:
- Rosario Central (2000-2001) 13 partidos
- Independiente (2004) 7 partidos, 2 goles
- Libertad (2005) 3 partidos
- Banfield (2007) 6 partidos, 1 gol

Copa Sudamericana:
- Independiente (2003) 4 partidos

Copa Mercosur:
- Rosario Central (2000) 5 partidos

Pre Copa Europa:
- Apollon Limassol (2010) 1 partido

- Datos: Q4526035